# Lac Charest
Lac Charest är en sjö i Kanada.   Den ligger i regionen Mauricie och provinsen Québec, i den sydöstra delen av landet, 300 km nordost om huvudstaden Ottawa. Lac Charest ligger 157 meter över havet. Arean är 0,12 kvadratkilometer. Den ligger vid sjön Lac de la Mine.
I omgivningarna runt Lac Charest växer i huvudsak blandskog. Runt Lac Charest är det mycket glesbefolkat, med 7 invånare per kvadratkilometer.